# Apologie pour les casuistes

L'Apologie pour les casuistes (titre complet : Apologie pour les casuistes contre les calomnies des jansénistes), est un ouvrage de théologie morale, publié anonymement "par un théologien et professeur en droit canon", attribué au Jésuite Georges Pirot (1599-6 oct. 1659) qui mourut peu de temps après sans en voir les diverses republications. L'Apologie parut en décembre 1657 à Paris des presses de Gaspar Meturas, dans le cadre de la controverse entre Jésuites et jansénistes.

## Description et impact de l'œuvre
L'œuvre, de taille moyenne (191 pages in quarto, plus une feuille d'errata), se divise en cinquante-quatre « objections ». Pirot, professeur de théologie au collège de Clermont, y répond anonymement aux Provinciales, reprenant à l'encontre de Port-Royal et des jansénistes plusieurs accusations récurrentes. Il y conteste également certaines des interprétations faites par Blaise Pascal dans les Provinciales des maximes morales des casuistes et retourne contre les jansénistes les accusations de laxisme moral ; toutefois, et c'est ce qui fait la particularité de l'ouvrage, il en admet d'autres, en en revendiquant la légitimité, notamment en ce qui concerne le prêt, l'absolution, et l'homicide. De façon générale, Pirot développe une vision dynamique et relativiste de la théologie, la considérant pareillement à un système juridique.
La parution de l'Apologie pour les casuistes, soutenue par la Compagnie de Jésus, fit beaucoup de bruit, provoqua un grand émoi dans le monde ecclésiastique et pas seulement chez ceux qui étaient favorables aux jansénistes et eut un immense retentissement, tandis que l'ouvrage est généralement perçu de façon négative. Les curés de Paris se mobilisent pour faire condamner l'œuvre, qui n'a reçu ni privilège, ni approbation : les différents Écrits des curés de Paris sont publiés dans ce but. Les Jésuites hésitent quant à eux à la défendre ou à s'en éloigner. L'ouvrage est finalement mis à l'Index en 1659 par le Saint-Siège. Les curés de Paris, d'une manière hostile envers les jésuites, en une campagne parfois jugée aussi violente que celle des Provinciales, ont atteint leur but en faisant condamner ce livre, mais cette querelle provoqua en réaction contre eux l'interdiction définitive en 1659 des Assemblées synodales des Curés de Paris.
L'Apologie contribua sans doute à la condamnation par Rome en 1679 du laxisme (qui a lieu notamment à l'instance des théologiens de l'université de Louvain, qui restera longtemps un bastion du jansénisme) et à orienter l'Assemblée du clergé de France de 1700 à plus de rigorisme.